# Słowa światłości
Słowa światłości (tyt. oryg. Words of Radiance) – powieść high fantasy amerykańskiego pisarza Brandona Sandersona; druga po Drodze królów część serii Archiwum Burzowego Światła. Powieść została opublikowana 4 marca 2014 roku przez Tor Books. Słowa światłości składają się z jednego prologu, 89 rozdziałów, epilogu i 14 interludiów.
W 2015 roku Słowa światłości zdobyły nagrodę Davida Gemmella Legend Award dla najlepszej powieści. Pełny audiobook jest czytany przez zespół narratorów Michael Kramer i Kate Reading.

## Historia powstania
Wydanie książki zostało opóźnione z powodu zaangażowania Sandersona w napisanie ostatniej książki Koła czasu.  
Początkowo Sanderson planował, że ten tom zostanie nazwany na cześć rozdziału Shallan, który znajduje się na końcu pierwszego tomu: The Book of Endless Pages. Jednak nazwa została zmieniona po tym, jak redaktor skomentował: „Uh, czy na pewno chcesz nazwać bardzo długą, bardzo grubą książkę fantasy Książka Nieskończonej Ilości Stron?” Tor Books nigdy wcześniej nie wydało książki o tak dużej liczbie stron - Words of Radiance miało ich 1088.  
1 lipca 2013 Sanderson ogłosił na swoim oficjalnym koncie na Twitterze, że skończył pierwszy szkic Słów światłości. 3 lipca Tor Books oficjalnie wydało wczesny fragment powieści, zawierający początek interludium z Taravangianem, królem Kharbrantu. 10 grudnia 2013 roku Tor Books ogłosił na swojej oficjalnej stronie internetowej, że Sanderson zwrócił rękopis książki komentując, że produkcja może się teraz rozpocząć. Tego samego dnia ukazał się drugi fragment powieści, zawierający przerywnik z udziałem nowej postaci Zwinki.
30 grudnia 2013 roku Tor Books ujawnił wyklejki do Słów światłości, namalowane przez amerykańskiego artystę Michaela Whelana.  Przedstawiały Shallan podczas malowania na Strzaskanych Równinach. W tym samym artykule Whelan stwierdza: „Kiedy Irene Gallo zaproponowała drugi obraz do Słów światłości, od razu wiedziałem, że mówimy o Shallan. Rzeczywiście, podobnie jak wielu fanów, czułem, że ta historia staje się zarówno opowieścią Shallan, jak i Kaladina; zasługiwała na równą reprezentację w projekcie książki, na ile było to możliwe”.
8 stycznia 2014 roku Tor Books wydał prolog i pierwsze dwa rozdziały książki jako zapowiedzi z punktami widzenia Jasnah, Shallan i Kaladina. Tydzień później, 14 stycznia ukazały się rozdziały 3, 4 i 5, a 21 stycznia rozdziały 6, 8 i 9. Ostatnie rozdziały, które miały zostać opublikowane przed publikacją książki 1, 10, 12 14 i interludium, ukazały się 28 stycznia 2014 roku.
Tor Books ujawnił daty i lokalizacje trasy promującej Słowa światłości 29 stycznia 2014 roku. 4 lutego 2014 roku Tor ogłosił „Glimpses of Radiance”, serię codziennych zapowiedzi książki trwających od 11 lutego do 4 marca 2014 roku. Recenzje bez spoilerów zostały opublikowane przez Alice Arneson i Carla Engle-Lairda na stronie internetowej Tor oraz na stronie17thshard.com, czyli oficjalnej stronie fanowskiej Brandona Sandersona. 17th Shard, nazwała książkę „prawdziwym osiągnięciem. Rozwija się w stosunku do swojej poprzedniczki, spełniając złożone obietnice i udaje jej się ją przewyższyć”. Próbki ilustracji namalowane przez Bena McSweeneya i Isaaca Stewarta zostały wydane 23 lutego.

## Fabuła
Wiele lat temu, Szeth-syn-syn-Vallano, Zabójca w Bieli, został wysłany przez Parshendich, aby zamordować Alethijskiego króla Gavilara Kholina (z powodów, które nie zostały jeszcze ujawnione czytelnikowi). To morderstwo zaowocowało Paktem Zemsty pomiędzy arcyksiążętami Alethkaru i wojną przeciwko Parshendim. Teraz Szeth jest znowu aktywny i zostaje wysłany przez króla Taravangiana z Kharbranth, aby zabić Wielkiego Księcia Dalinara Kholina (brata zmarłego króla Gavilara).
Kaladin, niegdyś niewolnik i mostowy na Strzaskanych Równinach, otrzymuje dowództwo królewskiej straży przybocznej, która ma chronić Dalinara i jego rodzinę (w tym króla Elhokara) przed niebezpieczeństwami. W międzyczasie zmaga się zarówno ze swoimi uczuciami dotyczącymi jasnookich (szlachetność Alethi), jak i przeszłością z Oświeconym Amaramem. Intensywnie trenuje i ćwiczy, aby opanować moce Wiatrowego, które posiada dzięki więzi z jego honorsprenem, Syl.
Shallan Davar wraz ze swoją mentorką Jasnah Kholin udają się na Strzaskane Równiny, aby zapobiec powrotowi Pustkowców i ich niszczącemu cywilizację Spustoszeniu. Jasnah aranżuje małżeństwo między Shallan i Adolinem Kholinem, kuzynem Jasnah. Ich statek zostaje jednak zaatakowany w drodze na Strzaskane Równin. Shallan udaje się przeżyć, jednak Jasnach została uznana za martwą. Shallan, z pomocą marynarzy i bandytów, których spotyka po drodze, dociera w końcu na Strzaskane Równiny.
Jedna z Parshendich, Venli, odkrywa burzoformę, która pozwala Parshendim przywołać burzę podobną do Arcy Burzy i odwrócić losy wojny. Niektórzy Parshendi wierzą, że użycie burzoformy przywoła Pustkowców, ale rządząca Parshendimi rada zezwala na tę formę. Eshonai jednak chce dogadać się z Dalinarem, aby zakończyć wojnę, zanim jej lud użyje burzoformy.
Szeth próbuje zamordować Dalinara, jednak jego zasadzka się nie udaje, gdy Kaladin dołącza do walki i wyrzucając siebie i Szetha na zewnątrz. Podczas walki po wylądowaniu Szeth widzi, jak Kaladin używa burzowego światła i ulecza się, dlatego też ucieka przed pojedynkiem, zdając sobie sprawę, że Świetliści wrócili i nie jest on Kłamcą.
Później jeden z członków Mostu Czwartego o imieniu Moash, który żywi urazę do Elhokara, rozpoczyna spisek mający na celu zamordowanie go. Moash otrzymuje od Kaladina Ostrze Odprysku, które on i Adolin wygrali w pojedynku, dając Moashowi narzędzie potrzebne do osiągnięcia jego celu.
Eshonai, wraz z większością ocalałych Parshendich, przekształcają się w burzoformę i przywołują Wieczną Burzę, która nadchodzi z przeciwnego kierunku niż normalne burze. Alethi atakują i pokonują Parshendich, ale nie udaje im się zapobiec przywołaniu burzy. Moash próbuje zabić Elhokara, ale próba zostaje udaremniona przez Kaladina, po czym Moash i jego współspiskowcy uciekają. Szeth ponownie atakuje Dalinara, ale zostaje śmiertelnie ranny przez Kaladina i zostaje uznany za zmarłego. Armie Alethi są w stanie uciec przed burzami tylko dzięki Shallan, która odkrywa i aktywuję Bramę Przysięgi (system teleportów, z którego mogą korzystać tylko Świetliści), dzięki której ewakuuje armię do legendarnego miasta Świetlistych, Urithiru.
Po przybyciu do Urithiru, Dalinar składa przysięgę Świetlistych Rycerzy i Zakonowi Kowali Więzi - wiążąc Ojca Burz jako jego sprena. Okazuje się, że Renarin, syn Dalinara, jest również członkiem Świetlistych Rycerzy (członek zakonu Widzących Prawdę). Adolin, po konfrontacji z Sadeasem, który oświadcza, że będzie nadal przeciwstawiał się Dalinarowi - pomimo spustoszenia - zabija Sadeasa. Szeth budzi się ze śpiączki i odkrywa, że Nalan, Herold Sprawiedliwości, wyleczył go, zanim mógł naprawdę umrzeć z powodu obrażeń odniesionych w walce z Kaladinem.
W epilogu Trefniś spotyka Jasnah po jej powrocie z Cieniomorza, do którego uciekła przed atakiem na jej statek na Strzaskane Równiny.

## Postacie
Główne rozdziały w książce są opowiadane z punktu widzenia kilku głównych bohaterów, podczas gdy przerywniki (prolog, epilog, interludia) są opowiadane z punktu widzenia innych postaci ważnych z punktu widzenia fabuły (nie wszystkie z nich się powtarzają).

### Główni bohaterowie
- Szeth-syn-syn-Vallano : zabójca z krainy Shinovar, który nazywa siebie „kłamcą” Szeth musi służyć tym, którzy noszą jego Kamień Przysięgi. Posiada Ostrze Honoru, które daje mu moc korzystania z Burzowego Światła i zdolności Wiatrowego. Nienawidzi być zmuszany do morderstw, dlatego płacze, kiedy to robi.
- Shallan Davar : pomniejsza jasnooka z Jah Keved. Jej rodzina znalazła się w trudnej sytuacji po śmierci ojca. Jest podopieczną i uczennicą znanej uczonej Jasnah Kholin. Shallan jest Tkaczką Światła; ma niesamowitą pamięć, potrafi naszkicować z pamięci każdą scenę oraz jest w stanie dusznikować bez użycia dusznika. Podróżuje na Strzaskane Równiny, aby dowiedzieć się więcej o Pustkowcach. Zostaje zaręczona z Adolinem Kholinem po tym, jak Jasnah aranżuje jej małżeństwo jako sposób na uratowanie Domu Davar przed ruiną. Towarzyszy jej spren o imieniu Wzór.
- Kaladin : Ciemnooki z Alethkaru, który służy jako kapitan osobistej straży Dalinara, a następnie Królewskiej Gwardii Honorowej. Dawniej uczył się na chururga u swojego ojca i był członkiem armii Oświeconego Amarama. Kaladin jest Wiatrowym i jest w stanie użyć Burzowego Światła. Towarzyszy mu honorspren o imieniu Syl.
- Dalinar Kholin : Arcyksiążę Alethkaru, brat zabitego króla Gavilara, wujek obecnego króla i Arcyksiążę Wojny. Nazywany Czarnym Cierniem. Dalinar doświadcza wizji podczas Arcyburz i jest pełnym Odpryskowym. Jest krytykowany jako słaby, ponieważ przestrzega zasad etycznych zapisanych w Kodeksie i mówi o powstrzymaniu bezsensownej wojny, w którą zaangażowany jest Alethkar. Planuje zjednoczyć Alethkar i odbudować Świetlistych Rycerzy.
- Adolin Kholin : Jasnooki książę i spadkobierca rodu Arcyksięcia Dalinara. Utalentowany szermierz i Pełny Odpryskowy, kocha i szanuje swojego ojca. Jest zaręczony z Shallan Davar.
- Renarin Kholin : Młodszy syn Evi i Dalinara Kholinów, Renarin jest także młodszym bratem Adolina i okazuje się, że jest Strażnikiem Prawdy, typem Surgebindera. Ma sprena o imieniu Glys.
- Navani Kholin : Wdowa po królu Gavilarze, matka króla Elhokara i Jasnah. Jest utalentowaną antifabrialką. Zawsze kochała Dalinara, nawet gdy była żoną jego brata, Gavilara, i ostatecznie odnawia swój związek z Dalinarem.

### Interludia
- Jasnah Kholin: siostra króla Alethkaru i największa uczona na świecie. Jest zdolna do dusznikowania bez dusznika i jest związana ze sprenem o imieniu Ivory, który pozwolił jej na używanie Burzowego Światła.
- Eshonai: jedna ze Słuchaczek, znana Alethi jako Parshendi i jedyna Odpryskowa wśród swego ludu. Szuka pokoju z armiami ludzi.
- Ym: szewc w Iri, związany z bezimiennym sprenem. Niegdyś żebrak, teraz szyje buty, które rozdaje urwisom na ulicy.
- Rysn: młoda kobieta z Thaylenah, praktykantka kupiecka. Podróżuje ze swoim babskiem na wyspy Reshi.
- Zahel: mistrz miecza i żarliwiec, uczył szermierki zarówno Adolina, jak i Renarina.
- Taln: znany jako Talenelat, jest Heroldem Wszechmocnego, wysłanym, by przygotować ludzkość na Spustoszenie.
- Zwinka: złodziejka Reshi pracująca w Azimirze w Azirze. Ma zdolności wiązania mocy, które odpowiadały Zakonowi Tancerzy Krawędzi.
- Lhan: żarliwiec w Kholinarze, stolicy Alethkaru. Jest leniwy i często pijany. Wyjaśnia „najłatwiejszą pracę świata” kobiecie o imieniu Pai, która dzień później wznieca zamieszki w mieście.
- Taravangian: król Kharbranth. Wynajął Szetha do zabicia wielu przywódców na całym świecie, zgodnie z Diagramem, czyli opracowanym przez niego głównym planem przygotowania świata na Ostatnie Spustoszenie.
- Trefniś: znany również jako Hoid, jest nadwornym błaznem króla Elhokara Kholina na Strzaskanych Równinach.

## Recenzje

### Reakcje i sprzedaż
W pierwszym tygodniu od premiery Słowa Światłości zadebiutowały na pierwszym miejscu listy bestsellerów New York Times Hardcover Fiction.  Osiągnął również pierwsze miejsce na połączonej liście bestsellerów drukowanych / ebooków oraz na liście bestsellerów Kobo. Książka zajęła 3. miejsce na liście National Indie Besteller i 6. miejsce na liście bestsellerów w twardej oprawie Stowarzyszenia Niezależnych Księgarzy Południowej Kalifornii.  Brytyjski wydawca książki, Gollancz, zadebiutował książką Słowa Światłości na drugim miejscu listy bestsellerów Sunday Times of London .
Recenzja napisana przez Roba Brickena z io9 nazwała tę książkę staromodnym „behemotem w stylu fantasy z lat 90.”,  komentując również: „Podczas gdy Sanderson nadal buduje swoje postacie i ujawnia, kim są (zwłaszcza w przypadku przeszłości Shallan) wciąż trzyma się jednej nadrzędnej fabuły, która nieubłaganie prowadzi do zakończenia, które można określić jedynie jako „epickie”. 
Lincoln Journal Star nazwał tę książkę „niezwykle satysfakcjonującą lekturą, która pokazuje, jak powinien wyglądać początek epickiej serii fantasy”. 
W Polsce książka spotkała się również z pozytywną recenzją. W serwisie polter.pl możemy przeczytać "Sprawa jest prosta – jeśli spodobała wam się Droga królów, to Words of Radiance powinno wzbudzić jeszcze cieplejsze uczucia.".  

## Audiobook
Anglojęzyczna wersja audiobooka została wydana przez Macmillan Audio tego samego dnia co wersja w twardej oprawie, czytana przez zespół narratorów Kate Reading i Michaela Kramera, którzy również czytali Drogę Królów.  5-częściowa wersja GraphicAudio Słów Światłości była wydawana od września 2016 do stycznia 2017.
Polska wersja audiobooka Słowa Światłości, podobnie jak poprzednia część Droga Królów, została wydana wspólnie przez Wydawnictwo Mag oraz audiotekę. W Polskiej wersji książkę czyta Wojciech Żołądkowicz.